# Реџеб
Реџеб (арап. رَجَب) седми је месец у Исламском календару. Један је од четири света месеца хиџретске године. Није пожељно бити у рату или се на други начин борити током овог месеца.
| Хиџретска година | Први дан          | Последњи дан      |
| ---------------- | ----------------- | ----------------- |
| 1439.            | 18. март 2018.    | 16. април 2018.   |
| 1440.            | 8. март 2019.     | 5. април 2019.    |
| 1441.            | 25. фебруар 2020. | 24. март 2020.    |
| 1442.            | 13. фебруар 2021. | 13. март 2021.    |
| 1443.            | 2. фебруар 2022.  | 3. март 2022.     |
| 1444.            | 23. јануар 2023.  | 20. фебруар 2023. |